# Єлизаветинська сільська рада (Новоград-Волинська міська рада)
Єлизаветинська сільська рада (Єлисаветівська сільська рада, Єлизаветівська сільська рада, Єлисаветська сільська рада, до 1925 року — Велико-Княжеська сільська рада) — колишня адміністративно-територіальна одиниця та орган місцевого самоврядування в Новоград-Волинському районі й Новоград-Волинській міській раді Волинської округи, Київської та Житомирської областей Української РСР з адміністративним центром у селі Єлизавет (до 1925 року — у с. Княжа).

## Населені пункти
Сільській раді на час ліквідації були підпорядковані населені пункти:
- с. Єлизавет
- с. Таращанка
- с. Олександрівка

## Населення
Кількість населення ради, станом на 1923 рік, становила 1 003 особи, кількість дворів — 177.

## Історія та адміністративний устрій
Створена 1923 року як, Велико-Княжеська, в складі колоній Єлизавет (Єлизаветин) та Княжа (Велика Княжа, згодом — Таращанка) Романівецької волості Новоград-Волинського повіту Волинської губернії. 7 березня 1923 року увійшла до складу новоствореного Новоград-Волинського району Житомирської (згодом — Волинська) округи.
26 березня 1925 року, відповідно до рішення Волинської ГАТК № 14/2, до складу ради передано с. Олександрівку Наталівської сільської ради Новоград-Волинського району. 28 вересня 1925 року центр ради перенесено до кол. Єлизавет з відповідним перейменуванням ради. 1 червня 1935 року, відповідно до постанови Президії ЦВК УСРР «Про порядок організації органів радянської влади в новоутворених округах», внаслідок ліквідації Новоград-Волинського району, сільську раду включено до складу Новоград-Волинської міської ради Київської області.
Ліквідована близько 1939 року.
Адміністративний центр ради, с. Єлизавет, на поч. 1930-х років значився в планах на зселення через будівництво Новоград-Волинського укріпленого району.